# Шабельники (Чигиринський район)
Шабельники — колишнє село Чигиринського району Черкаської області. В 1959 році територія села затоплена водами Кременчуцького водосховища, а його мешканці переселені до зановоствореного села Тіньки.

## З історії
Шабельники в козацькі часи славилися на виготовленні шабель. За іншою версією, Шибельники — через масові страти на шибениці.
У ХІХ ст. село було центром Шабельницької волості у складі Чигиринського повіту Київської губернії.
Лаврентій Похилевич в своїх «Сказаннях про населені місцевості Київської губернії» згадує, що село було розташоване при підошві Дніпровських гір, за 2 версти від Бужина і в минулому ймовірно було його передмістям. На горі в селі існувало укріплене містечко, а в степу було багато могил. Земля була родюча, хоча трохи піскувата. В 1741 році тут було 90 дворів, а в 1808 році вже 87 дворів і 990 мешканців. В середині 19 століття в селі проживало 2 235 чоловік, з них 20 євреїв.
Церква в селі була дерев'яна, 5-го класу, в ім'я Святого Пророка Іллі і мала 57 десятин землі. Збудована в 1765 році на місці старої. Також серед села існувало місце престолу якоїсь іншої церкви, існування якої можна віднести до 17 століття.
У 1875–1877 роках село Шабельники було осередком Чигиринської змови, повстання, що готувалось, але було розкрите.

## Відомі шабельничани
- Грушевський Григорій Миколайович (1867—1938) — український церковний та громадський діяч, протопоп УАПЦ. Брат, щонайбільше в 4-му поколінні Михайла Грушевського, батько Сергія Грушевського.
- Куліченко Леонід Васильович (1918—1977) — письменник.